# John Malchair
John Baptist Malchair, baptisé le 15 janvier 1730 à Cologne et mort en 1812 à Oxford, est un aquarelliste, violoniste, dessinateur et collectionneur de musique traditionnelle européenne. Il est décrit comme « l'une des figures les plus marquantes de l'Oxford du XVIIIe siècle », et est reconnu comme ayant exercé une influence sur les artistes paysagistes ultérieurs, dont John Constable.

## Biographie
John Malchair est baptisé sous le nom de Johannes Baptist Malscher le 15 janvier 1730, dans l'église Saint-Pierre de Cologne. Il est le fils d'Elizabetta Roggieri et de Joannes Malchair, un horloger. Il devient choriste à la cathédrale de Cologne en 1744, ce qui marque le début de sa carrière musicale. À l'âge de vingt-quatre ans, il s'installe à Nancy, où il travaille comme musicien et enseignant, et commence à peindre des paysages. En 1750, il arrive en Angleterre, où il passe le reste de sa vie. Après avoir d'abord travaillé à Londres comme violoniste et maître de dessin, il s'installe à Lewes, où il rencontre l'artiste Robert Price et se place sous son patronage. Au cours de la décennie suivante, il passe du temps à Bristol, Sussex, Hereford et au Pays de Galles.
En 1760, il épouse Elizabeth Jenner. Plus tard cette année-là, peut-être aidé par le beau-frère de Robert Price, Shute Barrington, il est nommé chef de l'Oxford Music Room (qui deviendra plus tard Holywell Music Room). Il s'installe à Oxford et travaille comme professeur de dessin, musicien et collectionneur de musique, devenant ainsi une figure respectée de la ville. Il démissionne du Music Room en 1792 à la suite d'un incident au cours duquel son violon est brisé par une orange lancée lors d'un concert.
Plus tard dans sa vie, John Malchair devient aveugle. Il continue à collectionner et à composer de la musique, ce qui est noté par son ami William Crotch, l'organiste de Christ Church.
John Malchair meurt à Oxford en novembre 1812 ou le 12 décembre 1812.

### Collection et composition de musique
Parallèlement à son travail à la Music Room, John Malchair s'intéresse à la musique traditionnelle "nationale". Il consigne les mélodies qu'il entend à Oxford : la musique des fanfares militaires, les airs populaires sifflés par les citadins, les mélodies des chanteurs et des musiciens dans les rues de la ville. Il produit au moins trois volumes de musique collectée, dont l'un se trouve dans la collection de la Société anglaise de danse et de chant populaires.
Le travail de John Malchair sert de base à l'œuvre de William Crotch en 1808, Specimens of Various Styles of Music. Certaines des compositions originales pour violon et piano de Malchair survivent dans les manuscrits de Crotch et doivent beaucoup à la tradition folklorique. Cependant, son œuvre musicale la plus durable est un carillon d'horloge composé pour la cathédrale de Gloucester, où il peut encore être entendu.

### Arts visuels et enseignement
John Malchair est un aquarelliste de talent, produisant des centaines de peintures de paysages anglais. Son héritage est la collection de centaines de croquis et d'aquarelles d'intérêt historique, architectural et topographique. Ses œuvres représentent de nombreux bâtiments médiévaux d'Oxford qui ont été détruits après l'adoption de la loi de 1771 sur les voies navigables (Mileways Act), et ces peintures fournissent souvent un témoignage unique de cette architecture.
John Malchair est l'un des maîtres du dessin les plus influents actifs en Grande-Bretagne dans les deux dernières décennies du XVIIIe siècle, avec des élèves remarquables comme George Beaumont, Heneage Finch, William Crotch, et John Austen, frère de Jane Austen.
On peut citer comme œuvre : Topographical drawing of old Magdalen Bridge, with the tower of Magdalen College, crayon, 335 x 460 mm.
Il expose un paysage à la Royal Academy en 1773.